# 57号加利福尼亚州州道
57号加利福尼亚州州道（英語：State Route 57, SR 57）是大洛杉矶地区的一条南北方向的州级公路。该路南起5号州际公路，北至210号州际公路，全长25.84英里（41.59）。